# Slagkrydser
Slagkrydsere var store krigsskibe fra første halvdel af det 20. århundrede og blev først introduceret af Royal Navy. Slagkrydseren blev udviklet som efterfølger for panserkrydseren, men dens opståen hang mere sammen med udviklingen af dreadnought-slagskibet. Den første serie slagkrydsere, der begyndte med Invincible, blev oprindeligt omtalt som "dreadnought krydsere".
Slagkrydserne havde samme type svære kanoner som slagskibene, og de var gennemgående lige så store og lige så dyre som de samtidige slagskibe. Der blev sparet på panser og på antallet af kanoner for at opnå højere fart, også som følge af kraftigere maskineri og en slankere skrogform. De første slagkrydsere havde væsentligt tyndere pansring end de samtidige slagskibe, hvorfor de ikke var i stand til at modstå den type kanoner, de selv havde. Sømilitært var skibene "ubalancerede", da de kunne gøre mere skade på andre, end de selv kunne klare.
Skillelinjen mellem slagskibe og slagkrydsere lå aldrig helt fast. Udviklingen af slagkrydseren i Royal Navy blev styret af admiral Jackie Fisher, der så den som en revolutionerende type panserkrydser, der kunne erstatte slagskibet som Storbritanniens væsentligste våben til søs. Fishers idé gik ud på at bruge slagkrydsere til forsvar for imperiet, styret af et verdensomspændende efterretningsnet, der skulle gøre det muligt for Admiralitetet at plotte alle skibes bevægelser ind, så slagkrydserne kunne ødelægge de skibe, der truede søhandelen, og angribe større fjendtlige skibe på lang afstand.
Slagskibet fortsatte imidlertid med at dominere søkrigsførelsen gennem 1. verdenskrig, og slagkrydserne blev fortrinsvis brugt som en hurtig og hårdtslående udvidelse af slagskibsflåden. Slagkrydserne indgik i flåderne i Storbritannien, Tyskland, Japan og Tyrkiet, og under krigen deltog de i flere søslag mellem Storbritannien og Tyskland, blandt andet Jyllandsslaget.
Ved krigens afslutning var der ikke megen forskel på en slagkrydser og et hurtigt slagskib. Storbritannien, Japan og USA arbejdede efter 1. verdenskrig med planer om nye slagkrydsere , og de havde lige så kraftige kanoner som slagskibe, men de var hurtigere og havde ikke så kraftigt panser. Flådetraktaten i Washington, som lagde begrænsninger på bygningen af større krigsskibe fra 1922, skelnede ikke mellem slagskibe og slagkrydsere. Den nye generation slagkrydsere, der var på vej, blev skrottet som led i traktaten.
Fra 1930-erne var det kun Royal Navy, der fortsatte med at bruge "slagkrydser" som klassifikation for krigsskibe. De hurtige, lette slagskibe, der blev bygget af henholdsvis Tyskland og Frankrig (Scharnhorst- og Dunkerque-klassen) bliver ikke desto mindre ofte omtalt som slagkrydsere. De havde lige så god pansring som mange slagskibe, men havde knap så kraftige kanoner.
Under 2. verdenskrig kom slagkrydserne i aktion igen. Der blev ikke påbegyndt nye skibe, og produktionen af slagskibe blev også reduceret, og resurserne blev i stedet anvendt til produktion af fly og hangarskibe. Senere skibe bliver dog ofte benævnt slagkrydsere, herunder den russiske Kirov-klasse.

## De første slagkrydsere
Slagkrydseren var en markant videreudvikling af de panserkrydsere og slagskibe af 2. klasse, der var blevet bygget i 1890'erne, og dens tilblivelse skyldes i høj grad den britiske admiral Jackie Fisher. Omkring år 1900 var den moderne panserkrydser et hurtigt og stærkt krigsskib, der både kunne true handelsruter over hele kloden, og som også var i stand til at arbejde sammen med en flåde af slagskibe. Royal Navy, og i særdeleshed Fisher, var bekymrede over den skade panserkrydsere (især de franske), kunne forårsage på den verdensomspændende britiske handel, hvis der blev krig. Fisher forestillede sig, at de britiske panserkrydsere skulle være hurtigere og have kraftigere artilleri, så de kunne imødegå truslen. Han var imidlertid også vældig glad for "2. klasses slagskibet" HMS Renown, der var et hurtigt lille slagskib. Så tidligt som i 1901 kan man se modstridende udsagn på skrift fra Fisher om, hvorvidt han anså slagskibet eller krydseren som basis for den fremtidige udvikling af krigsskibe.
I 1902–1904 gik den britiske sømilitære tankegang klart ind for kraftigt pansrede slagskibe, frem for de hurtige skibe, Fisher ønskede. Der var imidlertid allerede planer om et skifte fra de blandede kanonkalibre, der kendetegnede før-dreadnoughts fra 1890'erne, til et design med lutter store kanoner. Der var foreløbige designs i omløb til slagskibe med udelukkende 30,5 cm eller 25,4 cm kanoner, og til panserkrydsere med udelukkende 23,4 cm kanoner.
Efter at Fisher i sommeren 1904 blev flådechef (First Sea Lord), blev det besluttet at bruge 30,5 cm kanoner til den næste generation af slagskibe, på grund af deres overlegenhed på lange afstande. Kanonerne til de næste panserkrydsere var et meget mere omstridt emne. Størrelsen og prisen på de næste panserkrydsere betød, at det ville være ønskværdigt, at de kunne kæmpe sammen med slagskibene, og det betød 30,5 cm kanoner. Det var den samme logik, der fik japanerne til at udruste deres nyeste krydsere med 2 styk 30,5 cm kanoner som hovedarmering. Det er imidlertid også muligt, at Fisher pressede på, for at krydseren skulle have samme type kanoner som slagskibet, fordi han ønskede, at krydser-designet på sigt skulle erstatte slagskibet. Beslutningen om at give den næste generation af panserkrydsere en bestykning med udelukkende store kanoner, var den afgørende faktor i udviklingen af slagkrydseren. Hvis skibene var blevet forsynet med 25,4 eller 23,4 cm kanoner, ville de blot have været bedre panserkrydsere.
På baggrund af de radikale ændringer i skibsbyggeriet Fisher var i færd med at indføre, udpegede han i december 1904 en designkomite (Committee on Designs). Skønt komiteens opgave var at undersøge og rapportere om kravene til fremtidens skibe, så var nøglebeslutningerne allerede truffet af Fisher og hans medarbejdere.. Udgangspunktet for komiteen var et slagskib, der kunne præstere 21 knob, udstyret med 30,5 cm kanoner og ingen mellemstore kanoner, og som var i stand til at benytte de eksisterende dokanlæg. Desuden en krydser, der kunne klare 25,5 knob, og som også havde 30,5 cm kanoner og ingen mellemsvære, og som var pansret lige som HMS Minotaur, der var den nyeste panserkrydser. Krydseren skulle også være i stand til at bruge de dokanlæg, der allerede fandtes. Slagskibet blev det revolutionerende HMS Dreadnought, og krydseren blev til de tre skibe af Invincible-klassen.
De tre Invincibles var: Invincible, Inflexible og Indomitable. De blev påbegyndt i 1906 og var færdige i 1908, og de blev tilsyneladende forsinket en smule, fordi man skulle se, om der var problemer med Dreadnought. Skibene levede i vid udstrækning op til den kravspecifikation, der var udformet. Invincible-klassen havde et deplacement svarende til Dreadnought, men havde dobbelt så stor maskinkraft for at kunne nå op på 25 knob. De havde otte 30,5 cm kanoner mod 10 i Dreadnought. Panseret var fra 152 mm langs skibssiden og 178 mm på kanontårnene, mens Dreadnought's panser var på 280 mm. Klassen stod for en markant forøgelse af fart, størrelse og skudkraft i forhold til de nyeste panserkrydsere, men pansringen var den samme.
De tre Invincibles skulle have samme opgaver som de panserkrydsere, de erstattede. De skulle bare være bedre til det. De krav de skulle udfylde var:
- Tung opklaring. I kraft af deres styrke kunne Invincible-klassen bryde gennem den ring af krydsere, der typisk lå omkring en fjendtlig slagskibsflåde. Når de havde observeret, kunne de bruge deres overlegne fart under tilbagetrækningen.
- Nærstøtte til slagskibsflåden. De kunne indtage pladser i hver ende af slaglinjen, hvor de både kunne forhindre fjendtlige krydsere i at genere slagskibene, og hvor de selv kunne angribe fjendtlige slagskibe, der var optaget af at kæmpe mod andre slagskibe. Desuden kunne de fungere som en hurtig fløj af slagflåden, og forsøge at udmanøvrere fjenden.
- Forfølgelse. Hvis en fjendtlig flåde trak sig tilbage, kunne Invincible-klassen bruge sin hastighed til at indhente de langsomme skibe, som derefter kunne beskydes.
- Beskyttelse af handel. De nye skibe kunne fange fjendtlige krydsere og andre skibe, der forsøgte at ødelægge handelsflåden.[9]

Der herskede forvirring om, hvordan de nye panserkrydsere af slagskibsstørrelse skulle benævnes. I slutningen af 1905, før arbejdet på Invincible-klassen var påbegyndt, blev de i et memorandum fra Royal Navy omtalt som "store pansrede skibe", hvilket både kunne henvise til slagskibe og store krydsere. I oktober 1906 begyndte Admiralitetet at klassificere slagskibe og panserkrydsere bygget efter Dreadnought som "capital ships" ("afgørende skibe"), mens Fisher brugte ordet "dreadnought" både til at betegne slagskibe, og som fællesbetegnelse for slagskibe og panserkrydsere. På den tid blev Invincible-klassen både omtalt som "krydser-slagskibe" og som "dreadnought krydsere". Udtrykket "slagkrydser" (battlecruiser) blev brugt første gang af Fisher i 1908. Endelig, den 24. november 1911, meddelte Admiralitetet i sin Weekly Order No. 351 beslutningen om, at "Alle krydsere af Invincible- og senere typer, skal for fremtiden beskrives og klassificeres som slagkrydsere, så de kan skelnes fra panserkrydsere af ældre type."

## Slagkrydserne i dreadnought våbenkapløbet
I den tid, der gik fra Invincible-klassen blev sat i søen, til kort efter udbruddet af 1. verdenskrig, havde slagkrydseren en underordnet rolle i det kapløb, der gik i gang omkring bygning af dreadnoughts. Slagkrydseren fik aldrig en helhjertet placering som det nøglevåben i forsvaret af det britiske imperium, Fisher tilsyneladende havde ønsket.
Storbritanniens strategiske situation havde ændret sig markant i de år, der gik, fra tanken om slagkrydsere tog form, og til de blev taget i brug. Tidligere var den sandsynlige fjende en fransk-russisk alliance med mange panserkrydsere. Nu var det helt tydeligt Tyskland. På den diplomatiske front indgik Storbritannien i Entente cordiale med Frankrig i 1904 og i en engelsk-russisk alliance i 1907. Ydermere udgjorde hverken Frankrig eller Rusland nu en alvorlig sømilitær trussel: Hovedparten af den russiske flåde var sænket eller erobret i den russisk-japanske krig 1904-05, mens Frankrig åbenbart ikke havde travlt med at tage den nye dreadnought-teknologi i brug. Desuden havde Storbritannien yderst hjertelige relationer til to af de væsentligste nye sømagter: USA og Japan (med hvem Storbritannien havde en alliance, underskrevet i 1902 og fornyet i 1905).
De ændrede strategiske forhold parret med Dreadnought-typens succes betød, at det blev den og ikke Invincible, der blev det afgørende krigsskib. Alligevel indgik konstruktionen af slagkrydsere som et væsentligt element i det våbenkapløb, der blev skudt i gang med bygningen af HMS Dreadnought.
I de første år levede Invincible-klassen fuldt op til Fishers vision om, at de skulle kunne sænke ethvert skib, der var hurtigt nok til at indhente dem, og undvige ethvert skib, der kunne sænke dem. En Invincible kunne også i mange tilfælde gå i clinch med før-dreadnought slagskibe. Invincible-klassen var så meget bedre end andre landes panserkrydsere, at det var svært at se formålet med at bygge nye og større krydsere. Dette forspring blev forstærket af det overraskelsesmoment, der udsprang af både Dreadnought og Invincible, og som medførte, at de fleste lande udsatte deres byggeprogrammer, mens de iværksatte en omfattende revision af deres designs. Især gjaldt det for krydsere, fordi detaljerne omkring Invincible-klassen blev holdt hemmelige så længe som muligt. Det betød for eksempel, at den nyeste tyske panserkrydser, Blücher, kun blev forsynet med 21 cm kanoner, og dermed nærmest var forældet, inden den blev søsat.
Dette tidlige forspring førte til, at Royal Navy afviste et design fra 1905-6, der ellers ville have sammensmeltet koncepterne bag både slagkrydsere og slagskibe. "X4"-designet kombinerede Dreadnoughts pansring og artilleri med Invincibles fart på 25 knob. Den højere pris kunne imidlertid ikke retfærdiggøres i forhold til det forspring, Storbritannien allerede havde, og den stred også mod den nye liberale regerings ønsker om besparelser. I stedet valgtes den langsommere og billigere Bellerophon, der var baseret på Dreadnought.
Men i 1908 gik Tyskland i gang med sit eget byggeprogram for slagkrydsere, og de britiske skibes overlegenhed var ikke længere en given ting. Von der Tann påbegyndt i 1908 og færdig i 1910 havde otte 28 cm kanoner, men med sit 280 mm panser var den langt bedre beskyttet end Invincible-klassen. De to næste slagkrydsere af Moltke-klassen var næsten magen til, men havde dog ti 28 cm kanoner af en nyere model.  Den tyske marine delte ikke Fishers syn på, hvordan en slagkrydser skulle konstrueres. De tyske flådelove indeholdt bevillinger til panserkrydsere, og de blev brugt til at bygge slagkrydsere, der var lige så gode eller bedre end de britiske.
De næste britiske slagkrydsere var de tre i Indefatigable-klassen. De var let forbedrede udgaver af Invincible, og selv om de var uden nogle af forgængernes fejl, var de bygget efter stort set de samme specifikationer. Nu var det briternes tur til at ligge under for det hemmelighedskræmmeri, der omgav det tyske byggeprogram for slagkrydsere, specielt vedrørende det kraftige panser på Von der Tann. Det politiske pres for at holde omkostningerne nede, spillede også en rolle i valget af Indefatigable-designet, og beslutningen bliver nu gennemgående betragtet som en fejltagelse.
Den næste generation britiske slagkrydsere var markant stærkere. I 1909-10 ændrede det politiske klima sig. Ønsket om at reducere omkostningerne blev nu overskygget af en følelse af national krise omkring rivaliseringen med Tyskland. En kortvarig politisk uro med panikstemning omkring den sømilitære udvikling førte til, at der blev bevilget midler til otte "capital ships" i 1909-10. Fisher pressede på for at få dem alle bygget som slagkrydsere, men han fik ikke sin vilje, og måtte nøjes med seks slagskibe samt to slagkrydsere af Lion-klassen. Disse havde otte 34,3 cm kanoner, mens standard-bevæbningen på en britisk "super-dreadnought" på den tid var ti 34,3 cm kanoner. Farten var øget til 27 knob. Lion havde også bedre pansring end dens forgængerne, med 229 mm på skibsside og kanontårne. Men stadig var den ikke så godt beskyttet som de tyske skibe. De to "løver" blev efterfulgt af den let forbedrede halvsøster Queen Mary.
I modsætning til briterne, der fokuserede på fart og kanoner, drejede det sig for tyskerne om at forbedre panseret og overlevelsesevnen i den næste slagkrydser. Seydlitz, der var tegnet i 1909 og færdig i 1913, var en forbedret Moltke. Farten var øget med én knob til 26,5 knob, og panseret var op til 300 mm tykt, svarende til den, der var brugt i slagskibene af Helgoland-klassen et par år tidligere. Seydlitz var den sidste tyske slagkrydser, der nåede at blive færdig inden 1. verdenskrig brød ud. 
Det næste trin i udviklingen af slagkrydsere kom fra Japan. Den kejserlige japanske marine havde planlagt Kongō-klassen siden 1909. Japanerne var besluttet på, at med det relativt lille antal skibe, deres økonomi kunne bære, måtte hvert enkelt skib være kraftigere end tilsvarende skibe fra andre lande. Oprindeligt tog klassen udgangspunkt i Invincible, men da japanerne hørte om de britiske planer for Lion og vurderede muligheden for, at de næste amerikanske slagskibe ville få 35,6 cm kanoner, besluttede de at ændre planerne radikalt. De nye planer omfattede otte 35,6 cm kanoner og en fart på 27,5 knob, altså bedre end Lion i fart og skudkraft. De svære kanoner blev også placeret bedre, så de kunne skyde hen over hinanden. Pansringen var på 203 mm langs vandlinjen og 229 mm i kanontårnene. Det første af skibene blev bygget i Storbritannien, og de tre næste på japanske værfter.
Den næste britiske slagkrydser, HMS Tiger, var baseret på Lion, men var også påvirket af de japanske skibe. De otte 34,3 cm kanoner var bibeholdt, men de blev placeret som i de japanske skibe for at få bedre skudfelt. Skibet var hurtigere (nåede 29 knob under prøverne), og havde kraftigere sekundært artilleri. Tiger havde også bedre pansring. Selv om maksimumstykkelsen stadig var 229 mm, var panseret langs skibssiden ført højere op.
I 1912 begyndte konstruktionen af de tre tyske slagkrydsere af Derfflinger-klassen, som var de første tyske slagkrydsere med 30,5 cm kanoner. Lige som i Tiger og i Kongō-klassen var kanonerne anbragt, så de kunne skyde hen over hinanden. Panseret og farten svarede til den foregående Seydlitz-klasse.
I 1913 påbegyndte det russiske kejserrige konstruktionen af fire skibe af Borodino-klassen beregnet til tjeneste i Østersøen. Deres design omfattede tolv 35,6 cm kanoner, et panser på maksimalt 305 mm og en fart på 26,6 knob. Det kraftige panser og den relativt lave fart gjorde dem mere sammenlignelige med de tyske skibe end med de britiske. Da første verdenskrig brød ud, blev arbejdet på dem stillet i bero, og under den russiske revolution blev de endegyldigt skrottet.
Da verdenskrigen brød ud i 1914, var det kun Storbritannien, Tyskland og Japan, der havde slagkrydsere, mens Rusland havde nogle under bygning. Ved flere lejligheder viste tegninger af slagkrydseren og slagskibet forenet i ét skib: Det gjaldt for det britiske "X4" design fra 1906, og for den russiske Borodino. Det var imidlertid endnu tydeligere i det seneste britiske slagskibsdesign. Queen Elizabeth-klassen, blev designet i 1912 og kunne præstere 25 knob svarende til de første slagkrydsere. I tilgift havde den otte 38,1 cm kanoner og panser op til 381 mm.. Queen Elizabeth-klassen var de første hurtige slagskibe og de kunne have sat en stopper for udviklingen af slagkrydseren som en selvstændig skibstype. Det var fortrinsvis i kraft af Jackie Fishers indflydelse, at slagkrydseren levede videre.

## 1. Verdenskrig
Under 1. verdenskrig blev de britiske og tyske slagkrydsere anvendt på adskillige krigsskuepladser. Slagkrydserne var en del af de flåder af dreadnoughts, der stod over for hinanden i Nordsøen. De tog del i flere træfninger, samt i Jyllandsslaget. Slagkrydserne havde også en vigtig rolle i krigens begyndelse, da den britiske flåde nedkæmpede de tyske oversøiske flådestyrker, for eksempel ved Falklandsslaget, og de tog også del i kampene i Middelhavet.

### Byggeprogrammer
I de fleste af de krigsførende lande var bygningen af større krigsskibe meget begrænset under krigen. Alle regnede med, at krigen ville blive ret kortvarig, og koncentrerede sig derfor om mindre skibe, der kunne nå at komme i brug i konflikten. Tyskland færdigbyggede Derfflinger-klassen og begyndte at bygge Mackensen-klassen. Der var tale om en udvikling af Derfflinger-klassen, med 35 cm kanoner og en nogenlunde uændret pansring, samt en fart på 27 knob.
I Storbritannien vendte Jackie Fisher tilbage til posten som flådechef (First Sea Lord) i oktober 1914. Hans entusiasme for store, hurtige skibe var usvækket, og han satte sin konstruktionsafdeling i gang med at tegne en slagkrydser med 38,1 cm kanoner. Da Fisher forventede, at de næste tyske slagkrydsere kunne præstere 28 knob, bestemte han, at de nye britiske skulle kunne klare 32 knob. Hans plan var at ombygge to slagskibe af Royal Sovereign-klassen, som kun lige var påbegyndt, hvorefter arbejdet var standset, fordi man forventede, at krigen ville være slut, før de var færdige. Fisher fik sit projekt endeligt godkendt den 28. december 1914, og de to skibe blev til Renown-klassen. Med deres seks 38,1 cm kanoner og med bare 152 mm panser var de et skridt fremad i forhold til Tiger i skudkraft og fart, men de var dårligere pansret.
På samme tidspunkt greb Fisher til vildledning for at få bygget tre let pansrede skibe, der kunne udnytte nogle af de 38,1 cm kanoner, der var blevet til overs i byggeprogrammet. Skibene var egentlig lette slagkrydsere, og det kaldte Fisher dem også af og til, men i officielle papirer blev de omtalt som "store lette krydsere". Denne usædvanlige betegnelse var nødvendig, fordi det var blevet bestemt, at der foreløbigt ikke måtte konstrueres flere store skibe, hvorimod der ikke var restriktioner for lette krydsere. Skibene blev til Courageous-klassen, og der var en bizar uligevægt mellem deres kanoner på 38,1 cm (45,1 cm i Furious) og deres panser, der med 76 mm kun svarede til en let krydser. Designet blev generelt betragtet som en særpræget fejltagelse, men skaden blev gjort god igen, da man senere ombyggede skibene, og fik tre glimrende hangarskibe ud af dem. Fisher gjorde sig også tanker om en kæmpemæssig let pansret slagkrydser, der skulle have 50,8 cm kanoner. Han kaldte den HMS Incomparable, men den forblev på idéstadiet.
Det hævdes ofte, at Renown- og Courageous-klasserne var et led i en plan fra Fishers side, der gik ud på at landsætte tropper (formentlig russiske) på den tyske Østersøkyst. Især fordi de var bygget, så de ikke stak så dybt, hvilket kunne være vigtigt i de ret lavvandede baltiske farvande. Det er imidlertid ikke noget afgørende bevis for, at de var designet med Baltikum i tankerne. Faktisk havde der været kritik af, at tidligere skibe stak for dybt og dermed havde for lidt fribord, når de var kampudrustede. Roberts mener, at tankerne om Østersøen formentlig havde ringe betydning på designtidspunktet, men at man flyttede fokus over på det senere, da kampagnen i Dardanellerne var endt som en fiasko.
Det sidste britiske design af slagkrydsere under krigen var Admiral-klassen, som udsprang af en kravspecifikation for en forbedret udgave af Queen Elizabeth-slagskibene. Projektet begyndte i slutningen af 1915, da Fisher havde forladt Admiralitetet for stedse. Oprindeligt forestillede man sig et slagskib, men blandt de ledende officerer var holdningen den, at Storbritannien havde slagskibe nok, men at der kunne blive brug for nye slagkrydsere til at bekæmpe de tyske skibe, der var under bygning (briterne overvurderede både byggetempoet og kampegenskaberne for den tyske Mackensen-klasse). Man endte med at beslutte sig for slagkrydsere med otte 38,1 cm kanoner, 203 mm panser og en fart på 32 knob. Slagkrydsernes trængsler i Jyllandsslaget gav imidlertid anledning til at revurdere designet, og man vendte tilbage til planen om hurtige slagskibe, i en udgave med panser op til 305 mm og stadig med en fart på 31,5 knob. Det første skib i klassen, HMS Hood, blev bygget efter dette design. De tre søsterskibe, der kun lige var påbegyndt, fik ændret byggeplanerne senere i 1916 og igen i 1917 med henblik på at give dem bedre beskyttelse..
Admiral-klassen ville være de eneste britiske skibe, der kunne indhente og nedkæmpe den tyske Mackensen-klasse. Imidlertid blev skibsbygningen i Tyskland skåret drastisk ned under krigen, og skønt bygning af de to Mackensen-slagkrydsere blev igangsat, blev ingen af dem gjort færdige. Arbejdet på de tre øvrige Admiral-slagkrydsere blev foreløbig standset i marts 1917, og i stedet satsede man på at bygge flere eskorteskibe og handelsskibe for at imødegå truslen mod handelsruterne fra de tyske ubåde. Standsningen af byggearbejdet blev gjort permanent i februar 1919, da skibene blev officielt afbestilt.

### Søkrigen
Den tyske slagkrydser Goeben var måske det skib, der fik størst betydning i begyndelsen af krigen. Det var stationeret i Middelhavet, og i følgeskab med krydseren Breslau undslap det både britiske og franske styrker og stævnede mod Istanbul med to britiske slagkrydsere lige i hælene. Goeben blev overdraget til den tyrkiske flåde, og dette var i høj grad medvirkende til at få Tyrkiet med i krigen på tysk side. Goeben fik i tyrkisk tjeneste navnet Yavuz Sultan Selim og blev brugt både i kamp mod den russiske flåde i Sortehavet og mod den britiske i Ægæerhavet.

#### Slaget i Helgolandsbugten
En britisk flådestyrke af lette krydsere og destroyere trængte ind i Helgolandsbugten for at angribe den tyske søfart i august 1914, i krigens første måned. Da de mødte modstand i form af tyske krydsere, sejlede admiral Beatty med sin eskadre på fire slagkrydsere ind i bugten og afgjorde slaget, der endte med, at tre tyske lette krydsere blev sænket. Blandt de, der gik ned med skibene var den tyske eskadrechef, kontreadmiral Leberecht Maass.

#### Falklandsslaget
Den rolle, slagkrydseren egentlig var tiltænkt fra starten, fik den lov at udføre i Falklandsslaget i december 1914. Da krigen brød ud, havde Tyskland en eskadre stationeret i Østasien, og den stod straks til søs, for at undgå at blive fanget af de engelske, japanske og franske flådestyrker i området. I oktober nåede skibene Sydamerikas kyst ved Chile, hvor de den 1. november sænkede to britiske panserkrydsere. Herefter fortsatte de mod Falklandsøerne, men her ventede der en overraskelse. Den britiske flådeledelse havde sendt en styrke med to slagkrydsere og et antal krydsere til stedet, og de gjorde det af med krydserne i den tyske eskadre.

#### Slaget ved Dogger Banke
Den britiske flådes efterretningstjeneste havde aflyttet og afkodet den tyske marines radiokommunikation og fundet ud af, at de tyske slagkrydsere ville angribe de britiske fiskefartøjer ved Dogger Banke den 24. januar 1915. Da den tyske styrke med tre slagkrydsere og den nyeste panserkrydser, Blücher, ankom til området, blev de mødt af fem britiske slagkrydsere under ledelse af admiral Beatty. Begge flådestyrker omfattede også krydsere og destroyere. Under slaget blev det agterste kanontårn på tyske Seydlitz gennembrudt af en 34,3 cm granat fra HMS Lion og den eksploderede i det arbejdsrum, hvor granat og ladning blev håndteret, før de blev ført op i selve kanontårnet. De ladninger, der var på vej op fra magasinerne, eksploderede, og eksplosionen forplantede sig op i kanontårnet og ned i magasinet og satte ild til de ladninger, der var fundet frem. Kanonbesætningen forsøgte at slippe ind i kanontårnet ved siden af, og det gav ilden mulighed for at brede sig, så indmaden i begge kanontårne blev ødelagt. Seydlitz styrede mod undergangen, og den blev alene reddet, fordi det hurtigt lykkedes at oversvømme de agterste ammunitionsmagasiner. Redningen skyldtes den måde, ammunitionen blev behandlet på. Metoden var fælles for de tyske og britiske slagskibe og slagkrydsere, men de sidstnævnte var mere udsatte, fordi deres tyndere panser gjorde det mere sandsynligt, at en granat kunne trænge ind i kanontårnene. Systemet med et "arbejdsrum" var blevet introduceret i HMS Formidable i 1898 og skulle netop forhindre en eksplosion i at brede sig. I praksis var forbindelsen til tårnet og magasinerne åbne for at øge skudhastigheden, og på den måde blev risikoen for en kædeeksplosion større. Tyskerne lærte lektien ved at undersøge skaderne på Seydlitz, og der kom nye procedurer, der skulle sikre, at ammunitionen ikke blev udsat for stikflammer. Briterne blev aldrig opmærksomme på denne svaghed, og det kom til at koste dem dyrt i Jyllandsslaget.
På trods af overraskelsesmomentet udeblev den ventede britiske sejr. Både Lion and Seydlitz blev hårdt medtaget. Lion var flagskib for den britiske eskadre, og da den mistede fart, var Beatty ikke længere i stand til at kommunikere effektivt med resten af sin eskadre. Han var henvist til at bruge signalflag, og en signalfejl i denne forbindelse betød, at de øvrige skibe holdt inde med forfølgelsen af de tyske slagkrydsere og i stedet kastede sig over den allerede dødsdømte tyske panserkrydser Blücher, som blev sænket med det meste af sin besætning. Blücher var i forvejen en ulempe for den tyske flåde, fordi det som det eneste af de tyske skibe var teknisk forældet, og med sin lave fart sinkede det de øvrige i eskadren, der alle var slagkrydsere.

#### Jyllandsslaget
Under Jyllandsslaget 18 måneder senere blev både de britiske og de tyske slagkrydsere anvendt som en del af en større samlet flåde. De britiske slagkrydsere nåede først at kæmpe mod de tyske slagkrydsere og også de tyske slagskibe, før slagskibene fra "Grand Fleet" nåede frem. Resultatet var en katastrofe for de britiske slagkrydsere. Invincible, Queen Mary og Indefatigable sprang i luften og efterlod kun en håndfuld overlevende. Det skyldtes den sårbarhed i kanontårnenes arbejdsrum, som nær havde kostet tyskerne Seydlitz ved Dogger Banke, og som de derfor havde garderet sig imod. De britiske skibe havde ikke alene tyndere panser, de havde heller ikke beskyttet ammunitionshåndteringen mod stikflammer. Dels fordi man ikke var opmærksomme på faren, og dels fordi man ønskede en hurtigere skudhastighed for at kompensere for manglende træfsikkerhed. Hvert af de tre skibe blev sænket med en enkelt salve, der gennembrød kanontårnet og eksploderede i arbejdsrummet. Beattys flagskib Lion var tæt på at lide samme skæbne, men en kanonkommandør reddede det i sidste øjeblik ved at få ammunitionslageret oversvømmet.
I kraft af tykkere pansring og beskyttelse mod stikflammer klarede de tyske slagkrydsere sig bedre. En anden årsag var, at brandrørene i de britiske granater var for dårlige (Granaterne eksploderede, når de ramte panseret, i stedet for at vente til de var nået gennem panseret, hvor de kunne gøre mere skade). Lützow havde for eksempel kun 117 dræbte, på trods af, at skibet blev ramt mere end 30 gange. Lützow forsøgte at nå hjem til sin base, men efter at det havde taget 8.000 ton vand ind i forskibet, opgav tyskerne at redde det og sænkede det selv. De andre tyske slagkrydsere, Moltke, Von der Tann, Seydlitz og Derfflinger fik svære skader og havde behov for omfattende reparationer efter slaget. De havde været i slagets brændpunkt næsten fra starten, og Seydlitz kunne kun lige akkurat humpe hjem. Bortset fra den gamle tyske før-dreadnought Pommeren, der blev sænket af torpedoer fra britiske destroyere, gik der hverken tyske eller britiske slagskibe tabt i slaget.

## Udviklingen efter 1. verdenskrig
I årene lige efter 1. verdenskrig begyndte både Storbritannien, Japan og USA at lægge planer for nye generationer af endnu større slagskibe og slagkrydsere. Flådeledelsernes vældige appetit på nye skibe var imidlertid en varm politisk kartoffel, nu hvor der var fred, og de voldsomme omkostninger truede landenes økonomiske stabilitet. Det nye våbenkapløb blev forhindret via Washington-traktaten i 1922, hvor de største flådemagter blev enige om at sætte grænser for antallet af større skibe. Den tyske flåde var ikke repræsenteret, da Versailles-traktaten allerede havde lagt rammerne for en meget beskeden tysk flåde.
Gennem 1920'erne og i de tidlige 30'ere var det kun Storbritannien og Japan, der stadig havde slagkrydsere, og flere af dem blev modificeret i forhold til deres originale design. Skillelinjen mellem en slagkrydser og et moderne hurtigt slagskib blev udvisket. For eksempel blev den japanske Kongō-klasse formelt omklassificeret fra slagkrydsere til slagskibe.
.

### 1918-1923
HMS Hood, der blev søsat i 1918, var den sidste af slagkrydserne fra 1. verdenskrig, der blev færdigbygget. Hood blev modificeret undervejs i byggeprocessen, så den fik et sidepanser, der var kraftigt nok til at modstå dens egne kanoner – den klassiske målestok for et afbalanceret slagskib – og under senere eftersyn fortsatte man til en vis grad med at udbedre manglerne i pansringen.
Hood var det største skib i Royal Navy, da det var færdigt. I kraft af sin størrelse var det i stand til at kombinere slagskibets ildkraft og panser med slagkrydserens fart, og det blev derfor også lejlighedsvist omtalt som et hurtigt slagskib.
Japans og USA's flåder så Hood som en trussel, og begyndte derfor at bygge slagkrydsere, der kunne matche den. Den japanske flåde gik i gang med de fire slagkrydsere af Amagi-klassen. De stod til at blive uhørt kraftige, idet de var lige så hurtige og velpansrede som HMS Hood, mens skudkraften fik en ekstra tand med ti 40,6 cm kanoner – det kraftigste artilleri, der nogen sinde er bestilt til en slagkrydser. USA's svar var slagkrydserne af Lexington-klassen, der foruden at have kraftigt artilleri også var designet til at være ekstremt hurtige. Til gengæld var pansringen ikke meget bedre end på de allerførste slagkrydsere. Sidste stadie i kapløbet om slagkrydsere efter krigen kom fra Storbritannien. Svaret på Amagi- og Lexington-klassen var de fire "G3"-slagkrydsere på 48,000 tons, hvis størrelse, armering og fart svarede til den amerikanske Iowa-klasse af hurtige slagskibe fra 2. verdenskrig.
På grund af Washington-traktaten blev ingen af de planlagte slagkrydsere nogensinde bygget. De skibe, der var påbegyndt, blev enten skrottet på værfterne eller ombygget til hangarskibe.
I Japan, fik Amagi og Akagi lov til at overleve, og man gik i gang med at færdigbygge dem som hangarskibe. I 1923 blev Amagi så hårdt medtaget af et jordskælv, at man måtte opgive at bygge det færdigt. I stedet brugte man skroget fra det planlagte slagskib Kaga, der også skulle have været skrottet i følge traktaten, og byggede det færdigt som hangarskib.
I Storbritannien blev Fishers "store lette krydsere" ombygget til hangarskibe. Furious blev allerede ombygget under krigen, og det samme skete efter krigen med Glorious og Courageous, da der heller ikke var plads til dem i de flådestyrker, der var aftalt i traktaten.
Den amerikanske flåde ændrede lige som japanerne to igangværende byggerier af slagkrydsere til hangarskibe: USS Lexington og Saratoga blev bygget færdige som hangarskibe. De sidste fire påbegyndte slagkrydsere i Lexington-klassen, Constellation, Ranger, Constitution og United States, blev derimod hugget op.

### 1924-35
I alt ni slagkrydsere overlevede Washington-traktaten. Fire britiske (Tiger, Renown, Repulse og Hood), fire japanske (Kongo-klassen) og én tyrkisk. De fleste af dem blev moderniseret inden 2. verdenskrig brød ud. Det gælder dog ikke Tiger , som Royal Navy solgte til ophugning i 1932, fordi den var slidt op, og det gælder heller ikke den tyrkiske Sultan Yavuz Selim (tidligere tyske Goeben), som forblev uændret på grund af pengemangel.
De to britiske slagkrydsere Renown og Repulse fik en serie moderniseringer mellem 1920 og 1939. Som led i en opdatering af de større skibe, blev Renown gennemgribende ombygget i årene 1937-39, så den kunne gøre tjeneste som hurtigt eskorteskib for hangarskibe. Der var tilsvarende planer for Repulse og Hood, men de måtte opgives, da 2. verdenskrig brød ud.
Da der var forbud mod nybyggeri, valgte den japanske flåde ligeledes at modernisere sine fire slagkrydsere af Kongō-klassen (De tre andre var Hiei, Haruna og Kirishima), blandt andet ved at øge kanonernes elevation til 40 grader, at øge pansringen, og at udbygge skroget, så det bedre kunne modstå torpedoer. Det betød 3.800 tons ekstra panser, men mellem 1933 og 1940 blev de ombygget igen, og fik blandt andet skroget forlænget med 8 meter, så de på ny kunne præstere 30 knob. De blev omklassificeret til hurtige slagskibe, og med deres høje fart var de anvendelige som eskorte for hangarskibene, hvorimod deres panser og kanoner stadig ikke var på højde med de slagskibe fra 1. verdenskrig, der havde overlevet i flåderne i Storbritannien og USA.

## Genoprustning
I takt med den øgede risiko for en ny krig, begyndte landene at udbygge deres flåder. I begyndelsen rettede man sig stadig officielt efter Washington- og Versailles-traktaterne, men i takt med, at krigstruslen voksede, begyndte landede at tumle med mere ambitiøse byggeplaner. De toneangivende flådemagter satsede på hurtige slagskibe, men i Tyskland, Frankrig, Italien og Sovjetunionen lavede man planer for nye slagkrydsere. I forhold til slagkrydserne fra 1. verdenskrig var de en hel del bedre pansret, og de kunne derfor lige så vel betegnes som en slags hurtige slagskibe. De italienske og sovjetiske skibe blev aldrig bygget. Italienerne valgte i stedet at ombygge deres eksisterende slagskibe, mens russerne i 1939 nåede at påbegynde to slagkrydsere på 35.000 tons af Kronshtadt-klassen. På grund af mangel på stål gik arbejdet i stå i slutningen 1940, fordi man valgte at satse på slagskibe. Det ene ufærdige skib blev fundet af tyskerne i Nikolaev i Ukraine i august 1941, det andet lå på værftet i Leningrad, og begge skrog blev senere skrottet. Tyskland og Frankrig var de eneste lande, der fik gennemført byggeprogrammerne.

### Tyskland
De tyske "lommeslagskibe" (På tysk:Panzerschiffe – panserskibe: Deutschland, Admiral Scheer og Admiral Graf Spee), var bygget, så de officielt respekterede den grænse på 10.000 tons, der var bestemt i Versailles-traktaten, og de repræsenterede en art krydser/slagskibs-design. Selv om navnet lommeslagskibe indikerer, at de bare var mindre slagskibe, så var de med deres seks 28 cm kanoner nærmest at betragte som store krydsere. Imidlertid havde flådetraktaterne sat en grænse for de svære krydseres artilleri på 20,3 cm. En 28 cm kanon kunne skyde meget længere og slå meget hårdere.
Overfladisk betragtet lignede de slagskibe mere end krydsere, specielt på master og kanontårne, og det var med til at de både blandt venner og fjender blev omtalt som "lommeslagskibe. Deres fart var på 28 knob og dermed ret høj, og pansringen var også acceptabel. Den tyske marine hævdede, at de alligevel overholdt tonnagegrænsen, fordi man havde brugt elektrisk svejsning i stedet for traditionel skrogbygning med nitter, fordi der kun var to kanontårne, og fordi man havde erstattet de normale dampturbiner med otte velvoksne ni-cylindrede dieselmotorer. Efter tabet af Graf Spee blev de to øvrige skibe omklassificeret til svære krydsere, selv om de havde kraftigere kanoner og pansring end almindelige svære krydsere. Til gengæld var de langsommere. Da de blev sat i søen, var der på britisk side kun de fire overlevende slagkrydsere, der individuelt kunne indhente og nedkæmpe dem. I den tyske marine satsede man åbenbart på, at de skulle operere ude på de store have, hvor de nød godt af deres overlegne aktionsradius, og hvor de med deres beskedne størrelse ville være svære at ramme.
Senere i 1930'erne byggede Tyskland yderligere to store skibe, Scharnhorst og Gneisenau. Med ni svære kanoner i stedet for seks var de betydeligt kraftigere armeret end lommeslagskibene, og med en fuldt lastet tonnage på 38.900 tons, var de lidt større end den samtidige franske Dunkerque-klasse. De to skibe af Gneisenau-klassen var hurtige og velpansrede, skønt deres artilleri (ni 28 cm kanoner) havde af lavere kaliber end normalt for et slagskib. Traktatligt var Tyskland bundet af, at man kun måtte bygge én kanon større end 30 cm om året, og den bestemmelse var man endnu ikke parat til at bryde. Fundamenterne til de tre kanontårne var imidlertid dimensioneret, så de hver kunne bære to 38 cm kanoner, hvis det blev aktuelt. Udskiftningen af kanonerne blev aldrig gennemført, for Scharnhorst blev sænket i slaget ved Nordkap i 1943 og Gneisenau blev så beskadiget af bomber, at man opgav at bruge resurser på at reparere det. Da skibene blev påbegyndt i 1934 var de i klar modstrid med tonnagebegrænsningen i Versailles-traktaten. Sammen men det ligeledes forbudte tyske byggeri af ubåde gav det anledning til stor diplomatisk aktivitet, der endte med, at skibene blev legitimeret via en engelsk-tysk flådeaftale i juni 1935. I Royal Navy blev skibene omtalt som slagkrydsere på grund af deres kanonkaliber, mens de i Tyskland blev klassificeret som slagskibe.

### Frankrig
Som svar på de tyske lommeslagskibe besluttede man i Frankrig at bygge Dunkerque-klassen i 1930'erne. De blev betegnet som "hurtige slagskibe", og var let formindskede udgaver af denne skibstype. Deres design var afbalanceret, med otte 33 cm kanoner fordelt i to tårne på fordækket. De var både større, hurtigere og kraftigere bevæbnet end de tyske lommeslagskibe, de var designet til at jage. Man kan se dem omtalt både som slagskibe og slagkrydsere, og det illustrerer udviklingen i mellemkrigsårene: Den væsentligste begrænsning af et skibs hastighed er modstanden fra det vand, skibet fortrænger, og ikke skibets vægt. Så et kraftigere panser gjorde kun slagskibene et par knob langsommere end slagkrydserne. Kombinationen af kraftige kanoner og tyk pansring på et hurtigt slagskib, gjorde dermed konceptet for slagkrydseren forældet.

## 2. verdenskrig

### Handelskrig
I krigens første år havde de tyske krigsskibe en vis succes med at jage handelsskibe i Atlanterhavet. Lommeslagskibene blev anvendt hver for sig, og de sænkede et antal skibe og de truede de handelsruter, der blev benyttet af Storbritannien. Royal Navy forsøgte at opspore dem, og ved en enkelt lejlighed, i slaget ved La Plata i 1939, havde briterne held med det.
Admiral Graf Spee var til søs da 2. verdenskrig brød ud, og den kastede sig ud i en omfattende ødelæggelse af handelsskibe (se kortet). Togtet sluttede, da den ved Sydamerikas kyst stødte på en britisk eskadre, bestående at den svære krydser Exeter og de lette krydsere Achilles og Ajax. Admiral Graf Spee påførte Exeter svære skader, men den blev selv ramt adskillige gange i overbygningen af granater fra de lette krydsere. Lommeslagskibets panser tog af for det meste, men skaderne var alligevel så alvorlige, at skibets sødygtighed ikke rakte til turen hjem til Tyskland, så kaptajnen beordrede det til neutral havn i Uruguay. Da international lov kun gav mulighed for et kortvarigt ophold, og da den britiske radiokommunikation var fyldt med falske meldinger om, at der var et hangarskib og slagkrydsere lige i nærheden, så kaptajnen ingen muligheder for at undslippe. Han sejlede skibet ud på la Plata-floden og lod det sænke, og han påtog sig ansvaret ved at begå selvmord.
Både de britiske slagkrydsere Renown og Repulse og de franske Dunkerque og Strasbourg deltog aktivt i jagten på de tyske slagkrydsere, men de kom sjældent tæt på dem. Renown havde en kort batalje med dem, og det lykkedes den at ramme Gneisenau tre gange uden at gøre væsentlig skade, hvorefter den mistede kontakten i det hårde vejr. Den ene gang, hvor tyskerne tog udfordringen op, og blev og kæmpede, kom, da Bismarck i maj 1941 var på vej ud i Nordatlanten. Her blev den mødt af slagkrydseren Hood og slagskibet Prince of Wales, og den alderstegne slagkrydser var chanceløs mod det helt nye tyske slagskib. En 38 cm granat fra Bismarck eksploderede i et af Hood's kanontårne og forårsagede en magasineksplosion, der bragte Jyllandsslaget i erindring. Hele agterskibet blev ødelagt ved eksplosionen, og skibet sank på få minutter. Kun tre af de 1.418 besætningsmedlemmer overlevede.
Gneisenau og Scharnhorst jagede sammen og havde i begyndelsen af krigen heldet med sig. De sænkede for eksempel den britiske hjælpekrydser Rawalpindi i 1939. Da de havde overstået reparationerne af de skader, de fik under angrebet på Norge, var de to slagkrydsere parat til handelskrig igen i 1941, og de sænkede 22 handelsskibe. De sluttede togtet i Brest i Nordfrankrig, men havnen var så udsat for bombeflyene fra Royal Air Force, at det var nødvendigt at lade dem vende tilbage til Tyskland. Den korte – og farlige – rute gennem den Engelske Kanal blev valgt, og skibene havde held med dette vovestykke. Begge løb dog på miner undervejs, og skønt Scharnhorst efterfølgende blev repareret, blev Gneisenau voldsomt beskadiget af RAF, mens den lå på værft, og man opgav til sidst at reparere den. Scharnhorst blev sendt til søs igen i december 1943 for at angribe de allierede konvojer, der forsynede Sovjetunionen med materiel ad en rute nord om Norge. Her løb den ind i en britisk flådestyrke med slagskibet Duke of York og krydserne Jamaica, Norfolk og Belfast. I slaget ved Nordkap 26. december 1943 blev den ramt af 35,6 cm granater fra Duke of York, der ødelagde dens kanontårne og maskineri, hvorefter den blev sænket med torpedoer fra de britiske krydsere og destroyere.
Slagkrydsernes rolle som ødelæggere af handelsskibe blev mærkbart sværere efter november 1940. Lommeslagskibet Admiral Scheer havde forårsaget store tab på en konvoj, hvis eneste beskyttelse var hjælpekrydseren HMS Jervis Bay. På den baggrund besluttede ledelsen i Royal Navy, at konvojer fremover skulle beskyttes af slagskibe og slagkrydsere. Man brugte de ældste slagskibe til opgaven, og de udfyldte den fint, og jog i flere tilfælde de tyske skibe væk. Hertil kom, at de allierede fly fik større rækkevidde og kunne patruljere over større dele af Nordatlanten, og man blev dygtigere til at spore de tyske skibes højfrekvente radioer. Desuden fik man radarudstyr i flyene og konvojerne fik efterhånden beskyttelse af fly fra små hangarskibe, der var en del af eskorten. Resultaterne af denne indsats afspejlede sig blandt andet i de vellykkede forsvar af konvojerne under slaget i Barentshavet i december 1942 og slaget ved Nordkap i december 1943.

### Angrebet på Norge
Både Royal Navy og den tyske Kriegsmarine anvendte slagkrydsere under det tyske angreb på Norge i april 1940. De tyske slagkrydsere Gneisenau og Scharnhorst blev angrebet af den gamle britiske slagkrydser Renown under dårlige vejrforhold. Skønt de var bedre pansrede end det britiske skib, havde Renown fordelen af bedre radar, og indledte skydningen før de tyske skibe havde opdaget dem. Gneisenau fik ødelagt det ene af sine tre store kanontårne, og på Scharnhorst gik radaren i stykker. Alligevel var der på britisk side overraskelse over, at tyskerne ikke pressede på, og udnyttede deres overlegne fart og pansring. De tyske skibe havde imidlertid en stående ordre om at undgå britiske skibe, og den var måske medvirkende til, at de trak sig tilbage mod nord og tilbragte et par døgn langt nord for polarcirklen, før de returnerede til Tyskland.
Efter reparationer vendte de tilbage til norske farvande i juni 1940, hvor de sænkede hangarskibet HMS Glorious (der selv engang havde været slagkrydser) og de to destroyere i dets eskorte. Den ene af destroyerne, Acasta nåede at ramme Scharnhorst med en torpedo og nogle dage senere skete det samme for Gneisenau, da den britiske undervandsbåd Clyde fik ram på den. Begge skibe måtte igen på værft i Tyskland. Også lommeslagskibet Lützow (der tidligere hed Deutschland) blev ramt af en torpedo fra en britisk undervandsbåd (HMS Spearfish) og måtte på værft efter kampagnen i Norge.

### Middelhavet
Da det stod klart, at slaget om Frankrig var tabt, var de to franske slagkrydsere en del af en flådestyrke, der blev sendt til Nordafrika. I juli 1940 fik den britiske Styrke H, der blev ledet af admiral James Somerville, ordre til enten at få dem til at overgive sig, eller i modsat fald at sænke dem. Dunkerque blev ramt af granater fra HMS Hood ved Mers-el-Kebir, men blev efterfølgende repareret. Strasbourg blev også angrebet, men undslap. Da Tyskland invaderede den hidtil ubesatte del af Frankrig i november 1942, blev begge skibe sænket af deres egne besætninger i flådehavnen i Toulon.

### Krigen i Stillehavet
Den første slagkrydser, der kom i kamp i Stillehavet, var HMS Repulse, der sammen med slagskibet Prince of Wales blev sænket af japanske fly nær Singapore den 10. december 1941. Repulse havde ganske vist fået ekstra antiluftskyts-kanoner og ekstra panser i mellemkrigsårene, men i modsætning til søsterskibet Renown, havde der ikke været tid til at udbygge beskyttelsen mod torpedoer. Under luftangrebet var skibets hastighed og manøvredygtighed i begyndelsen nok til at undgå 19 torpedoer. Men uden britisk luftstøtte var der intet, der forhindrede japanerne i at angribe igen, og til sidst blev Repulse ramt af nogle få torpedoer og sank med det samme.
De japanske slagkrydsere af Kongō-klassen var genstand for omfattende ombygning, og de blev omklassificeret til hurtige slagskibe. I kraft af deres høje fart tilbragte de det meste af krigen som eskorte for de japanske hangarskibe. Hverken deres kanoner eller deres opgraderede panser kunne imidlertid måle sig med de nyeste slagskibe. Under slaget om Guadalcanal, den 12. november 1942, blev Hiei sendt frem for at bombardere de amerikanske stillinger på øen. Den blev mødt af amerikanske krydsere og destroyere og fik store skader på overbygningen, og desuden blev maskinrummet ramt af en 20,3 cm granat, affyret på nært hold af den svære krydser San Francisco. Dagen efter blev Hiei angrebet af flere bølger af fly fra Henderson Field på Guadalcanal, og da den til sidst ikke stod til at redde, forlod besætningen den, og den sank nord for øen Savo. Et par dage senere, den 15. november, var Kirishima med i et angreb på de amerikanske slagskibe South Dakota og Washington, og sidstnævnte ramte ni gange med 40,6 cm granater, med det resultat, at Kirishima fik ødelagt sine kanontårne og blev gennemhullet under vandlinjen, så besætningen til sidst måtte sænke den. Til sammenligning blev South Dakota ramt 42 gange (heraf én 35,6 cm granat og adskillige 20,3 cm). Alle træfferne sad i overbygningen, men alligevel var South Dakota tilbage i tjeneste bare fire måneder senere. Kongō holdt længere, og overlevede også slaget om Leyte Gulf, men blev derefter sænket den 21. november 1944 i Formosa-strædet, ramt af tre torpedoer fra den amerikanske undervandsbåd Sealion. Det sidste skib i klassen, Haruna, deltog også i bombardementerne ved Guadalcanal, og senere i kampene i Philipinerhavet og ved Leyte Gulf. Til slut blev det angrebet og sænket af amerikanske fly, mens det lå i flådebasen ved Kure, 28. juli 1945.

## Store krydsere ("krydserdræbere")
Omkring udbruddet af 2. verdenskrig kom der en ny opblomstring i interessen for skibe i vægtklassen mellem krydsere og slagskibe. De bliver jævnligt omtalt som slagkrydsere, men bliver aldrig talt med i listen over flådernes store skibe, og de betegnes også som "super-krydsere", "store krydsere" (large cruisers) eller "ubegrænsede krydsere" (dvs. ubegrænsede af flådeaftaler). Deres planlagte rolle var at nedkæmpe krydsere, ødelægge handelsskibe og udføre opklaringsopgaver for flådestyrker. Holland, Japan, Sovjetunionen og USA havde alle planer om at bygge skibe, der kunne nedkæmpe de nye krydsere, der blev bygget i perioden, hvor specielt den japanske Mogami-klasse gav anledning til bekymring. I Tyskland var der også planer om en serie af let pansrede slagkrydsere.
De første på tegnebrættet af denne type var de hollandske slagkrydsere af Design 1047. De nåede aldrig at få tildelt officielle navne, men deres rolle skulle være at beskytte de hollandske kolonier i Østasien mod Japan. Hollænderne fik hjælp fra tyske og italienske konstruktører, og planerne mindede meget om den tyske Scharnhorst-klasse, med samme artilleri, men med lavere tonnage og med et panser, der kun kunne modstå 20,3 cm granater. Det første af skibene skulle påbegyndes i juni 1940, men den tyske invasion af Holland satte en stopper for projektet.
I Tyskland planlagde man de tre slagkrydsere af O-klassen, der var den del af den udvidelse af Kriegsmarine, der gik under navnet Plan Z. Med seks 38 cm kanoner, høj hastighed, stor aktionsradius, men også meget tyndt panser, var de designet til at jage handelsskibe. Det første af dem blev bestilt lige før 2. verdenskrig brød ud, men arbejdet kom aldrig i gang. De var ikke tildelt navne, og blev kun omtalt som O, P, and Q. Der var langt fra udelt begejstring med de nye skibe i Kriegsmarine, og deres tynde panser gav dem tilnavnet Ohne Panzer Quatsch (Nonsens uden panser) i visse kredse af den tyske flåde.
Kun én klasse af disse sene slagkrydsere nåede at blive bygget, og det skete i USA, hvor man lagde kølen til de tre store krydsere af Alaska-klassen, Alaska og Guam, samt Hawaii, der dog aldrig blev bygget færdig. Alaska-klassens indplacering som store krydsere blev også understreget af deres navne, der refererede til territorier i det daværende USA, mens de rigtige slagskibe var navngivet efter delstater. De øvrige krydsere i flåden havde navn efter byer. Med en hovedarmering på ni 30,5 cm kanoner, fordelt i tre tårne, og et deplacement på 27.000 tons, var Alaska-klassen dobbelt så store som de foregående krydsere af Baltimore-klassen og deres kanoner havde 50 % større diameter. De manglede slagskibenes tykke panser og beskyttelse mod torpedoer, men blev alligevel anset for et afbalanceret design, fordi de til en vis grad var i stand til at modstå beskydning med kanoner svarende til deres egne. De var udset til at jagte Japans svære krydsere, men da de stod færdige, var de fleste japanske krydsere sænket af enten fly eller ubåde. I lighed med de samtidige slagskibe af Iowa-klassen gjorde deres høje fart dem imidlertid anvendelige som eskorte for hangarskibe og som deltagere i bombardementer af kyststillinger. Hawaii var 84 % færdig, da krigen sluttede, og den blev lagt op i nogle år, mens man overvejede, om den kunne bruges som missil-skib eller flydende kommandocentral (command ship). Ingen af planerne blev til noget, og skibet blev til sidst solgt i 1959 og hugget op året efter. Der var planlagt yderligere tre søsterskibe, Philippines, Puerto Rico og Samoa, men de blev aldrig påbegyndt.
I Japan arbejdedes på "B64"-designet, der mindede en del om Alaska, dog med 31 cm kanoner. Da oplysningerne om Alaska-klassen nåede til Japan, modificerede man designet til "B65". De nye planer omfattede 35,6 cm kanoner og skibene ville dermed være blevet de bedst armerede af det nye kuld af superkrydsere, men deres pansring var alligevel kun stærk nok til at modstå 20,3 cm granater. Lige som hollænderne nåede japanerne at gøre planerne færdige, men de opgav at bygge "B65"-klassen. På det tidspunkt stod det klart for den japanske flåde, at den højeste prioritet for nybygning af store skibe skulle gå til hangarskibe. Heller ikke japanerne brugte betegnelse slagkrydsere om de planlagte skibe, men valgte som i USA at kalde dem store krydsere.

## Design fra koldkrigsårene
Selv om søkrigen i 2. verdenskrig havde gjort det klart, at slagskibe og slagkrydsere generelt var forældede, så betød Josef Stalins forkærlighed for skibe med store kanoner, at Sovjetunionen planlagde flere serier af store krydsere i slutningen af 1940'erne og begyndelsen af 1950'erne, blandt andet som svar på Alaska-klassen. I Sovjetunionen, blev skibene omtalt som svære krydsere (tjazjolyj krejser).
Designarbejdet mundede ud i Stalingrad-klassen, der havde et standarddeplacement på 36.500 tons (42.300 tons fuldtlastet), ni 30,5 cm kanoner og en fart på 35 knob. De tre skibe blev påbegyndt i 1951–52, men efter Stalins død blev de annulleret i april 1953. Bortset fra deres høje byggepris, begrundede man også beslutningen med, at kanonbevæbnede skibe var blevet forældede efter opfindelsen af missiler. Den midterste, pansrede skrogsektion af Stalingrad blev dog søsat i 1954 and derefter brugt som mål for raketter.
Den sovjetiske Kirov-klasse af Tjazjolyj Atomnyj Raketnyj Krejser (Svær atomdrevet missilkrydser), på omkring 26.000 tons, bliver omtalt som slagkrydsere i 1996–7 udgaven af Jane's Fighting Ships, selv om de i realiteten blot er meget store missilkrydsere. Deres klassificering som slagkrydsere hidrører fra deres deplacement, der stort set svarer til slagskibe fra 1. verdenskrig, samt det faktum, at de har mere ildkraft end stort set alle andre overfladeskibe. Kirov-klassen mangler imidlertid det kraftige panser, der adskiller slagkrydsere fra almindelige krydsere, og i Rusland omtales de da også som svære missilkrydsere. Der blev bygget fire skibe af klassen, Kirov, Frunze, Kalinin og Jurij Andropov. Alle skibene var opkaldt efter kendte kommunister, så efter Sovjetunionens opløsning, blev de omdøbt og fik traditionelle navne fra den russiske flåde: Admiral Usjakov, Admiral Lazarev, Admiral Nakhimov og Pjotr Velikij. På grund af pengemangel har den russiske flåde i perioder været nødt til at afmønstre to af skibene og lægge dem i reserve.

## En problematisk idé
I virkeligheden var slagkrydserne sjældent på den slags togter, de var skabt til. Fremskridtene i kanonteknologi skete så hurtigt i årene efter 1905, at det snart blev svært at skelne mellem slagskibe og slagkrydsere. Under Jyllandsslaget havde admiral Beattys flagskib Lion 34,3 cm kanoner, der var kraftigere end de fleste af kanonerne i den tyske højsøflåde, og som faktisk også udkonkurrerede adskillige af slagskibene i den britiske Grand Fleet.
Ideen om at slagkrydserne ikke behøvede så kraftigt panser, at de kunne modstå andre slagkrydsere, viste sig at være ren ønsketænkning. I teorien kunne de udføre opklaringsopgaver for flåden uden at bekymre sig om fjendtlige krydsere, men det var utrolig kortsynet at tro, at de kunne undgå at støde ind i andre slagkrydsere, og så langt rakte deres panser slet ikke. Slagkrydsernes panser var generelt ikke meget bedre end på almindelige krydsere, og det kunne ikke modstå granater fra andre slagkrydsere. Britiske slagkrydsere sprang i luften efter at være ramt af andre slagkrydsere, og den japanske Hiei blev under 2. verdenskrig gjort ukampdygtig af 20,3 cm granater fra krydsere, på trods af alle moderniseringer. Under Jyllandsslaget ramte de britiske og tyske slagkrydsere hinanden flere gange. De britiske skibe klarede sig generelt dårligere, blandt andet fordi de tyske skibe var bedre pansrede, men der var dog tab på begge sider.
Det er ofte blevet hævdet, at de britiske slagkrydseres tyndere panser, sammenlignet med de tyskes, var årsagen til deres tab. Queen Mary var en af de nyeste britiske slagkrydsere i Jyllandsslaget, og dens modstykke var formentlig Seydlitz, og de havde nogenlunde samme deplacement og fart. De tyske slagkrydsere var gået en størrelse ned i kanonkaliber og havde brugt tonnagen på panser, men det gjorde ikke den store forskel, for begge skibe oplevede i løbet af 1. verdenskrig at få en granat ind gennem pansringen under kanontårnet. Det, der gjorde forskellen, var håndteringen af ladningerne til granaterne. Seydlitz var tæt på katastrofen ved Dogger Banke i 1915, men tyskerne tog ved lære af oplevelsen. Efter det samme slag begyndte briterne at tage flere ladninger op fra magasinerne, og de lod dørene til magasinerne stå åbne. Det skete alt sammen for at Beattys slagkrydsereskadre kunne præstere højere skudhastighed. Queen Mary var en af de slagkrydsere, der sprang i luften i Jyllandsslaget, formentlig netop på grund af manglen på sikkerhedsforanstaltninger. Ideen om at satse alt på skudhastighed bredte sig aldrig til hovedflåden Grand Fleet.
Under 2. verdenskrig blev de største søslag udkæmpet med skibsbaserede fly som de afgørende aktører, og flådernes skibe var sjældent inden for synsvidde af hinanden. Den type slag, som Jyllandsslaget repræsenterede i 1. verdenskrig, hvor lande sendte næsten alle deres slagskibe og slagkrydsere i samlet kamp mod hinanden, forekom ikke. Slagkrydsere og slagskibe opererede parvis og i mindre grupper, i forskellige roller: Jagt på handelsskibe, eskorte af konvojer og som del af flådeafdelinger (task forces). I de tilfælde, hvor en slagkrydser stod over for et slagskib, så som Hood mod Bismarck, Scharnhorst mod Duke of York eller Kirishima mod Washington, blev slagkrydseren ødelagt. Lige som slagskibene fra 1. verdenskrig var de sårbare over for torpedoer, og det afspejles i den skæbne, der blev Repulse og Kongo til del.

## Eksterne links
- All the worlds battlecruisers Arkiveret 17. april 2009 hos  Wayback Machine
- Maritimequest Battleships & Battlecruisers of the 20th century
- British and German Battlecruisers of the First World War
- Navsource Online Arkiveret 1. april 2009 hos  Wayback Machine